# Cima Cunturines
La Cima Cunturines (o Conturines) è un monte delle Alpi nelle Dolomiti, alto 3 064 m s.l.m.., la vetta più alta del gruppo delle Cunturines. Si trova in Alto Adige, circa 3 km a est del paese di San Cassiano, del quale domina il panorama, e 4,5 km a nord del passo di Valparola.
A nord-ovest della cima, a quota inferiore si trova il Piz dles Dös Forcelles nei pressi del quale a 2.940 m. di quota si può ammirare il lago omonimo (detto anche Büj dal Ega o El Cenote). Tale lago nasconde l'accesso all'abisso El Cenote, la caverna più grande delle Dolomiti. I rifugi Capanna Alpina (a 1.720 m. nell' alta valle di San Cassiano) e Fanes e Lavarella (a 2.050 m. nei pressi dell'alpe di Fanes Grande) sono ottimi punti di partenza per escursioni o arrampicate sul monte.
Il 23 settembre 1987, Willy Costamoling, noto personaggio di Corvara, durante un'escursione sotto la cima a circa 2.800 metri di quota  ha trovato in una grotta i resti di una specie antica di orso mai conosciuta prima. Si tratta dell'Ursus ladinicus (ovvero "orso ladino", in onore del popolo ladino).